# Archives départementales de l'Aveyron
 (décembre 2019).
Les archives départementales de l'Aveyron sont un service du conseil départemental de l'Aveyron. Elles se situent à Rodez, préfecture de l'Aveyron.

## Histoire

### Les directeurs
- 1843-1855 : Charles Alleaume de Cugnon ;
- 1856-1862 : Gustave Desjardins ;
- 1880-1884 : Charles Estienne ;
- 1884-1926 : Louis Lempereur ;
- 1926-1946 : Bernard de Gaulejac ;
- 1948-1967 : Jacques Bousquet ;
- 1968 : Claire Delmas ;
- 1969-2009 : Jean-Loup Delmas, dit Jean ;
- 2009-2013 : Béatrice Olive ;
- 2013-2021 : Alain Venturini ;
- Depuis 2022 : Jeanne Mallet.

## Pour approfondir